# Campiglossa nigricauda
Campiglossa nigricauda este o specie de muște din genul Campiglossa, familia Tephritidae. A fost descrisă pentru prima dată de Chen în anul 1938. Conform Catalogue of Life specia Campiglossa nigricauda nu are subspecii cunoscute.